# Frances Benjamin Johnston

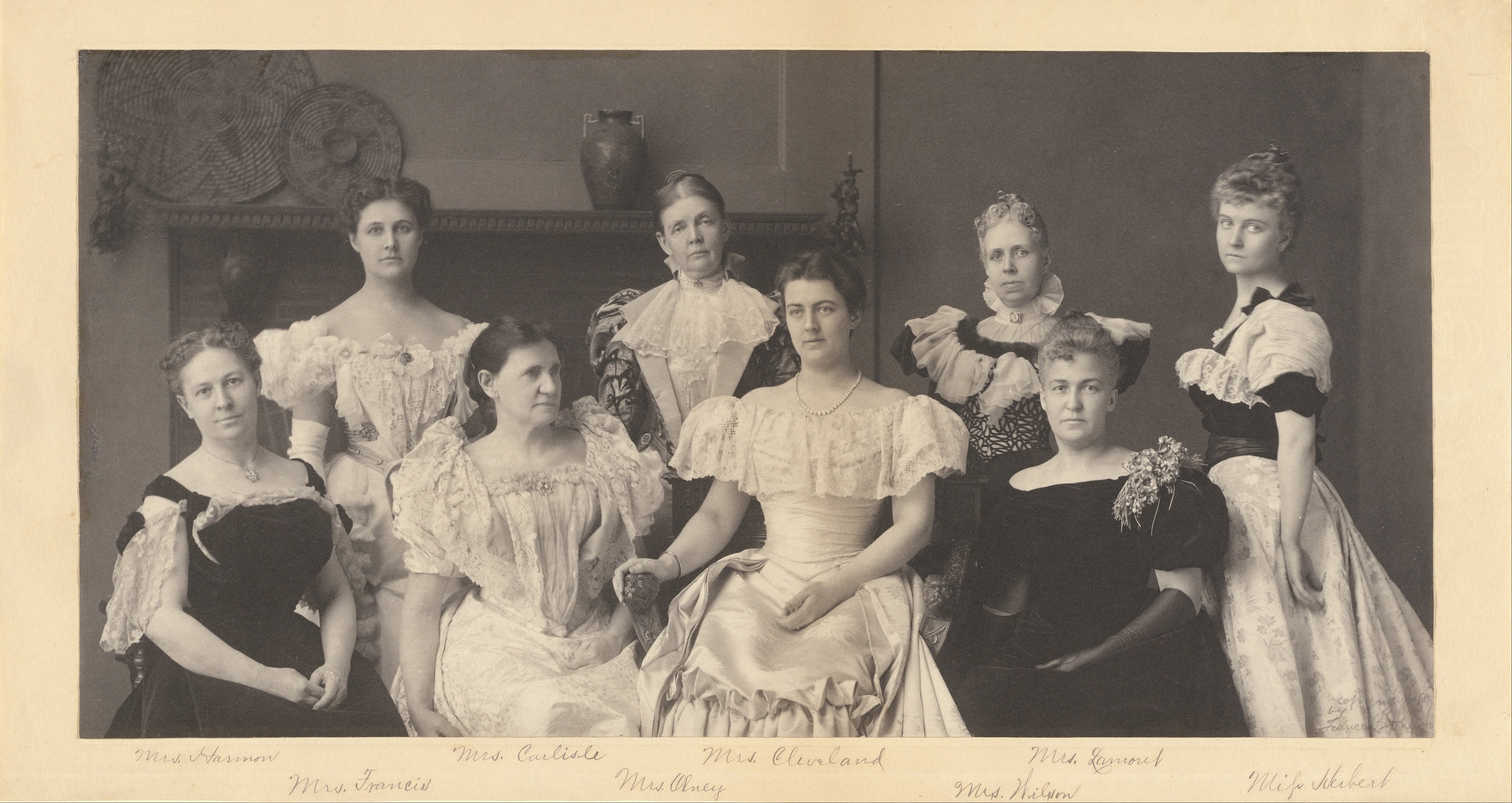
Esposas de los miembros del gobierno de Grover Cleveland, 1897.

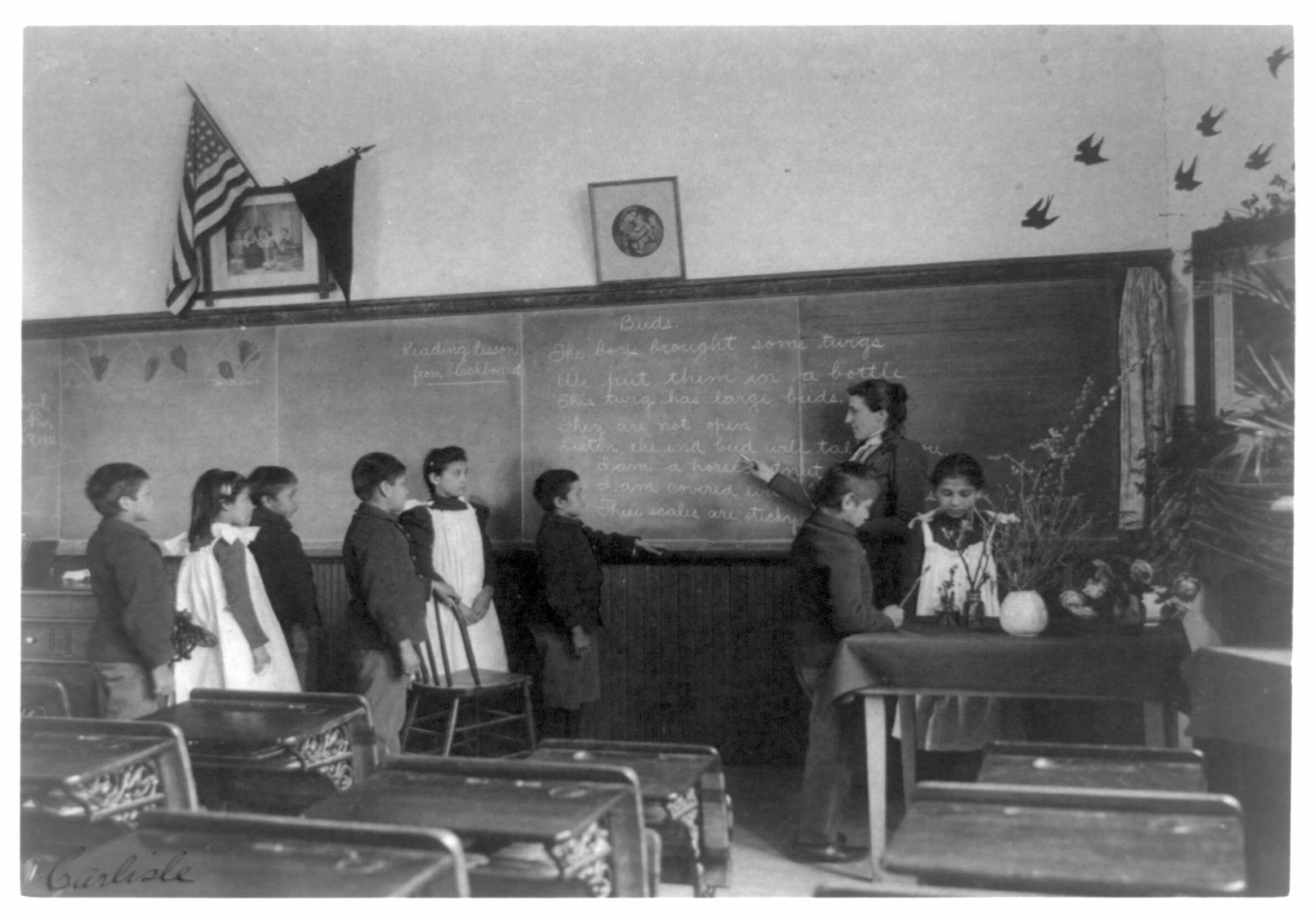
Clase de primaria a estudiantes indios, 1901.

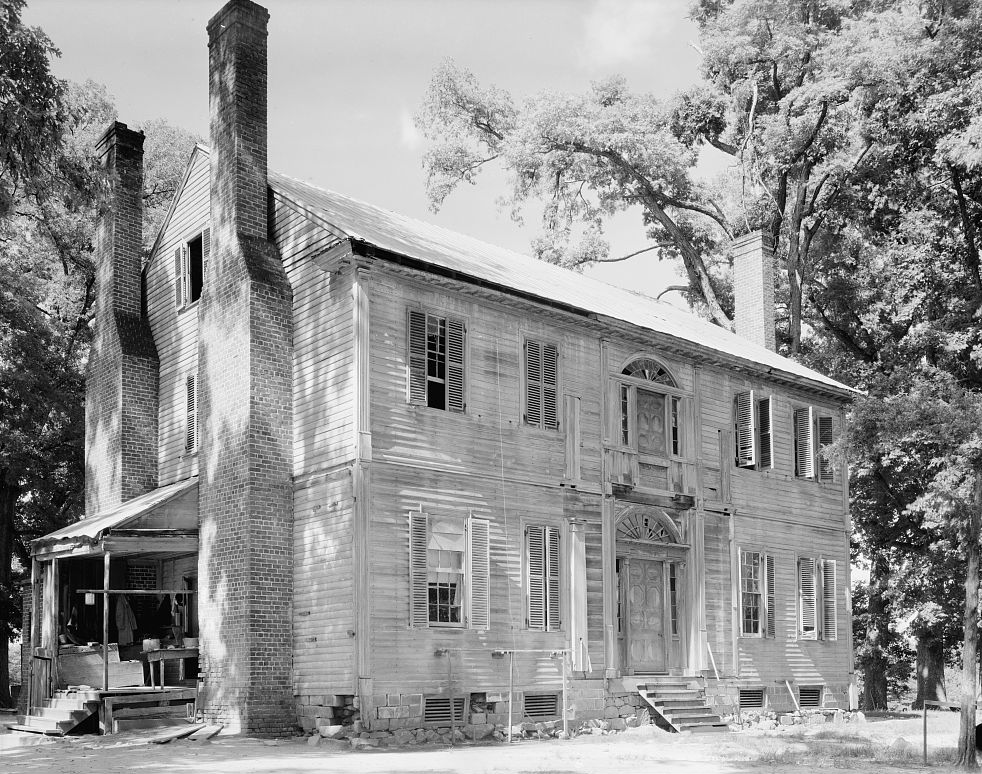
Edificio en Carolina del Norte, 1938.

Frances Fannie Benjamin Johnston (15 de enero de 1864 – 16 de mayo de 1952) fue una fotógrafa pionera en Estados Unidos. Está considerada la primera mujer fotorreportera.

## Biografía
Única hija superviviente de un acaudalado y bien relacionado matrimonio, nació en Grafton y creció en Washington D. C.. Estudió dibujo y pintura en la "Academia Julian" en París y en la Liga de estudiantes de Washington. De joven, con un carácter independiente y obstinado, escribía artículos para publicaciones periódicas. Cuando George Eastman, que era amigo de la familia, le regaló su primera cámara Kodak pudo encontrar salida a su creatividad por medio de la fotografía. Recibió formación en fotografía y en técnicas de laboratorio de Thomas Smillie que era director de fotografía del Smithsonian.
Se dedicó a tomar retratos de amigos, familiares y celebridades locales, antes de trabajar por cuenta propia como fotógrafa. Recorrió Europa en la década de 1890 y gracias a la recomendación de Smillie visitó a conocidos fotógrafos europeos y reunió objetos para las colecciones del Smithsonian. Aumentó su experiencia profesional trabajando en la recién creada Compañía Kodak en Washington D. C.. en el desarrollo y mejora de nuevo material fotosensible y asesorando a los clientes cuyas cámaras necesitaban reparaciones. 
En 1895, abrió su propio estudio fotográfico en Washington D. C. retratando a personalidades contemporáneas, entre ellos Susan B. Anthony, Mark Twain y Booker T. Washington. Bien relacionada entre la élite de la sociedad, se puso al servicio de las revistas para hacer retratos a las celebridades y fue apodada "fotógrafa de la corte americana". Fotografió a George Dewey en la cubierta del USS Olympia, a los hijos de Roosevelt jugando con su poni en la Casa Blanca y los jardines de la villa parisina de Edith Wharton.

## Trayectoria profesional

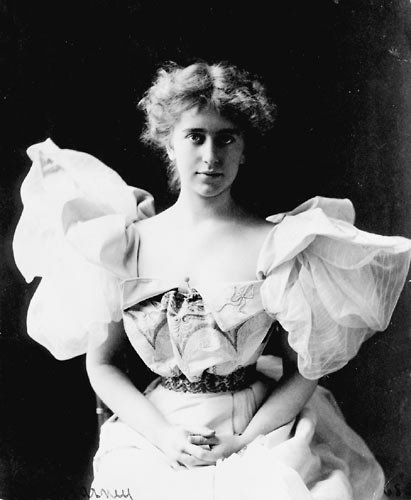
Natalie Barney, 1890-1910

Su madre, Frances Antoinette Johnston, había sido periodista del congreso para el periódico Baltimore Sun. Su hija continuó la tradición familiar en la escena política de Washington, llegando a ser la fotógrafa no oficial de la Casa Blanca durante las administraciones de Benjamin Harrison, Grover Cleveland, William McKinley, Teodoro Roosevelt y William Howard Taft.
También fotografió a la famosa literata de origen estadounidense Natalie Barney en París. Pero quizás, su obra más famosa es su autorretrato satírico de la "nueva mujer liberada" (modelo al que se oponía), enseñando las enaguas y con una jarra de cerveza en mano. Johnston fue una constante defensora del papel de la mujer en el emergente arte de la fotografía. El "Ladies Home Journal" publicó su artículo "qué puede hacer una mujer con una cámara" en 1897 y junto a Zaida Ben-Yusuf comisionó una exposición de fotografía en la que participaron veinte mujeres en la exposición universal de 1900 que posteriormente fue expuesta en San Petersburgo, Moscú y Washington D. C.
Su trabajo de reportaje social fue muy relevante. En 1899 recibe el encargo por parte de Hollis Burke Frissell para fotografiar el Instituto Normal y de Agricultura de Hampton en Virginia, con el fin de mostrar el éxito de dicha institución que antes se dedicaba a la educación de antiguos esclavos. Esta serie, documentando lo cotidiano de la escuela, se considera parte de su obra más elocuente. Se mostró en la exposición "Negros americanos" en la Exposición Universal de París de 1900.
Fotografió eventos tales como las exposiciones universales y firmas de tratados de paz, así como el último retrato del presidente William McKinley, en la Exposición Panamericana de 1901, justo antes de su asesinato. Con su pareja, Mattie Edwards Hewitt, una importante fotógrafa de interiores y exteriores con bien merecido mérito, abrió en 1913 un estudio en Nueva York. Produjeron diversas series fotográficas de la arquitectura neoyorquina durante los años 1920. En esta década fue cuando aumentó su interés en la fotografía arquitectónica, motivada por su deseo de documentar edificios y jardines que sufrían abandono o que estaban a punto de ser remodelados y perdidos. Sus fotografías resultan una importante fuente para los arquitectos modernos, historiadores y conservadores. Exhibió en 1928 una serie de 247 fotografías de Fredericksburg, sobre la conversión de las mansiones de los ricos en chozas para pobres. La exposición se tituló "Estudio de láminas sobre el antiguo Falmouth (Fredericksburg) y lugares cercanos" y fue descrita como " una serie de estudios fotográficos de la arquitectura de la región datada entre el periodo colonial y 1830", así como "un registro histórico y para preservar algo de la atmósfera de un pueblo de Virginia."
La popularidad de la muestra promovió que la contratase la Universidad de Virginia para la documentación de sus edificios y el estado de Carolina del Norte para registrar su historia arquitectónica. Luisiana la contrató para documentar su gran inventario de plantaciones en deterioro y le fue concedida una subvención por parte de la "Carnagie Corporation" para documentar las primeras muestras de arquitectura de Virginia. Esto condujo a una serie de subvenciones para fotografiar otros ocho estados del sur, cuyo resultado fue donado a la biblioteca del congreso para su uso público. Johnston fue nombrada miembro honorario del Instituto Americano de arquitectos por su esfuerzo en preservar edificios antiguos y en peligro y sus colecciones han sido adquiridos por instituciones como el Museo Metropolitano de Arte, el Museo de Bellas Artes de Virginia y el Museo de Arte de Baltimore. A pesar de que fue una implacable viajera sus viajes disminuyeron durante la Segunda Guerra Mundial como causa del racionamiento de la gasolina durante la Segunda Guerra Mundial. Incansable, continuó fotografiando hasta su muerte, a los ochenta y ocho años, en Nueva Orleans.